# Shenzi, Banzai en Ed
Shenzi, Banzai en Ed zijn drie hyena's uit de film De Leeuwenkoning. Ze zijn de hulpjes van Scar, de gemene leeuw. Nadat Scar Simba en Nala naar het olifantenkerkhof lokt, moeten de hyena's de twee welpen uit de weg ruimen. Dit mislukt doordat Zazoe Mufasa kan verwittigen en de hyena's verjaagt. Later krijgen ze de opdracht van Scar om een kudde gnoes op te jagen, en spelen zo een rol bij Mufasa's dood. Vervolgens moeten ze Simba doden, wat ook mislukt. Wanneer Simba later als volwassen leeuw terugkeert in het koningsland zegt Scar dat de hyena's de ware vijanden zijn. Nadat Scar van de koningsrots valt keren de hyena's zich tegen hem en doden hem voor zijn verraad. 
De hyena's spelen ook een rol in de The Lion King III en de animatiereeks Timon & Pumbaa. 

## Shenzi
Shenzi is de slimste van het trio. Haar naam komt uit het Swahili, en betekent zoiets als "demon". Dat Shenzi de leiding over de drie heeft, komt waarschijnlijk door dat bij gevlekte hyena's de vrouwtjes de baas zijn, en de mannetjes een lagere rang hebben.
In de oorspronkelijk versie werd Shenzi's stem vertolkt door Whoopi Goldberg. In de Nederlandse synchronisatie wordt de stem vertolkt door Irene Kuiper. Voor de remake uit 2019 werd Shenzi ingesproken door Florence Kasumba. De Nederlandse stem werd ingesproken door Naomi Webster.

## Banzai
Banzai is de tweede hyena van het trio. Hij is de meest agressieve van het trio en komt makkelijk in een gevecht. Als de drie hyena's vechten is hij wel degene die de meeste verwondingen oploopt bijvoorbeeld als Mufasa de drie straft voor het aanvallen van Simba en aan zijn achterste wordt verwond door Mufasa's klauwen.
In de Engelse versie van De Leeuwenkoning werd Banzai's stem door Cheech Marin vertolkt. In de Nederlandse synchronisatie wordt de stem door Alfred Lagarde vertolkt. In deel 3 is de Nederlandse stem Nico van der Knaap.
Banzai is in de remake uit 2019 vervangen voor een hyena genaamd Kamari die werd ingesproken door Keegan-Michael Key. De Nederlandse stem werd ingesproken door Timo Bakker.

## Ed
Ed heeft een zware mentale handicap. Hij kan niet praten, alleen luid lachen (zoals het geluid van gevlekte hyena`s).
In alle versies van de film wordt Ed`s stem vertolkt door Jim Cummings.
Ed is in de remake uit 2019 vervangen voor een hyena genaamd Azizi die werd ingesproken door Eric Andre. De Nederlandse stem werd ingesproken door Rogier Komproe.